# 1620
Cette page concerne l'année 1620  du calendrier grégorien. Pour l'année 1620 av. J.-C., voir 1620 av. J.-C.
L'année 1620 est une  année bissextile commençant un mercredi.

## Événements
- 18 mars : loi qui interdit le commerce entre le Pérou et la Nouvelle-Espagne, reconduite en novembre 1634 et en mars 1636[1].
- 24 mars : Buenos Aires devient évêché[2].
- 21 mai : des navires français, commandés par Augustin de Beaulieu, visitent la baie de Saint-Augustin à Madagascar[3].
- 20 octobre : la principauté de Béarn est annexée au royaume de France par Louis XIII.
- 21 novembre : arrivés sur le Mayflower, pris dans la tempête, les Pilgrim Fathers, 102 puritains anglais, débarquent en Amérique (Nouvelle-Angleterre), à Cap Cod et fondent le 20 décembre la colonie de Plymouth, première ville du Massachusetts, hors de la concession octroyée par le roi (1622). Ces Pilgrim’s fathers (41 en tout) ont dû fuir Nottingham (1608) pour s’établir à Leyde dans les Provinces-Unies. Ils signent un accord, le Mayflower Compact, qui est à la base d’une démocratie calvinienne[4]. Dix-huit femmes mariées arrivent avec le Mayflower. Trois d’entre elles sont enceintes, dont une qui accouche d’un enfant mort-né à bord du bateau. Au printemps 1621, seules quatre de ces femmes vivent encore.
- 26 novembre : organisation d’une nouvelle compagnie en Nouvelle-France dominée par la personnalité des frères de Caen[5].

### Afrique
- Angola : les Portugais prennent la capitale du ngola du Ndongo Mbandi, qui se réfugie sur une île du Cuanza. Sa sœur, Nzinga (Jinga du Matamba), demande la paix et se convertit au catholicisme[6].

### Asie

Portrait assis de l'empereur Taichang.

- 22 août : Ove Gjedde, de la Compagnie danoise des Indes orientales, obtient du roi de Kandy l'autorisation de construire un fort à Trincomalee, sur la côte est de Ceylan ; le fort ne sera pas terminé et les nouveaux venus seront chassés par les Portugais en 1622[7].
- 28 août : début du règne de Taichang, empereur Ming de Chine (fin le 26 septembre)[8].
- 1er octobre : début du règne de Tianqi, empereur Ming de Chine (fin en 1627)[8].
- 17 et 28 décembre : victoire navale de la Compagnie anglaise des Indes orientales sur le Portugal à la bataille de Jask, sur le détroit d'Ormuz, en Iran[9].
- 16 novembre : prise de la forteresse de Kangra, dans l’Himalaya, par l'empire moghol.
- 19 novembre : Ove Gjedde signe un traité avec le nayak de Tanjore qui autorise la Compagnie danoise des Indes orientales à installer un comptoir commercial à Tranquebar en Inde[10].
- Paix entre les Perses et les Ottomans qui abandonnent le Karabagh à la Perse. La région est divisée en cinq principautés arméniennes[11] (Gulistan, Djraberd, Khatchen, Varanda et Tizak) qui conservent l’autonomie sous la conduite de leurs seigneurs (melik). Ces principautés, dernier refuge de l’indépendance arménienne, se maintiennent jusqu’au XVIIIe siècle.
- Au Dai-Viêt, les Trịnh prennent prétexte du non payement des impôts pour attaquer les Nguyễn à leur frontière ; ils sont repoussés et les Nguyễn décident de ne plus payer de taxes et déclarent leur intention de restaurer la dynastie Lê[12]. Le Viêt Nam est divisé en deux fiefs: Trịnh au nord et Nguyễn au sud.

### Europe
- 8 janvier : la Diète de Presbourg nomme Gabriel Bethlen prince de Hongrie[13].
- 16 janvier : Gabriel Bethlen conclut une suspension d'armes avec l'Empereur jusqu'au 29 septembre[13].
- 19 février-1er avril : création de la chancellerie d’Autriche à Vienne (Österreichische Hofkanzlei)[14].
- 20 février : trêve conclue entre Gabriel Bethlen et l'empereur Ferdinand II[15].
- 3 juillet : traité d'Ulm. Maximilien Ier de Bavière et le  duc d’Angoulême réussissent à obtenir la neutralité de l’union évangélique dans le conflit de Bohême, préparant la victoire de Ferdinand II[15].
- 19-23 juillet : Sacro Macello. Les Valtelins, poussés par le duc de Feria, gouverneur de Milan, se révoltent contre les protestants des Grisons et les massacrent à Tirano, Teglio et Sondrio. Les Espagnols occupent Bormio[16]. Début de la guerre de la Valteline.
- 7 août : bataille des Ponts-de-Cé[17].
- 25 août : Gabriel Bethlen se fait reconnaître roi de Hongrie par la diète réunie à Neusohl. Il renoncera à la couronne au traité de Nikolsbourg (1621)[18].

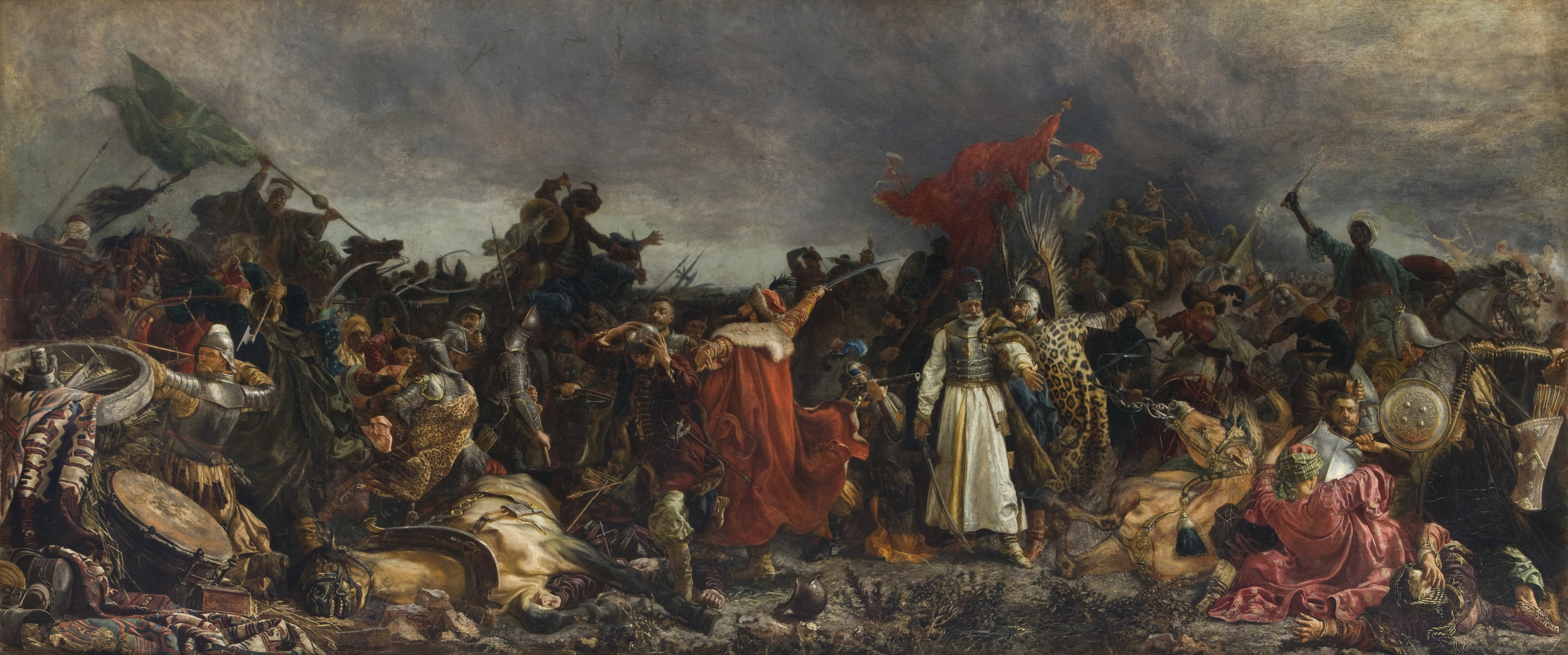
Bataille de Cecora. Toile de Witold Piwnicki.

- 17 septembre-6 octobre : bataille de Cecora en Moldavie[19]. Les Turcs envahissent la Pologne (1620-1621). Le sultan écrase une armée polonaise à Cecora, près de Iași, puis entreprend le siège infructueux de la forteresse de Chocim (Khotin) sur le Dniestr.
- 9 octobre : le comte de Dampierre, à la tête d'armée impériale, est battu et tué devant Presbourg[18].
- 12 octobre : l’armée impériale, partie de Linz, fait à Pilsen sa jonction avec les Bavarois et se présente devant Prague[20].
- 4 novembre : Cyrille Loukaris devient patriarche de Constantinople (fin en 1638, après plusieurs interruptions)[21].

8 novembre : bataille de la Montagne-Blanche.

- 8 novembre : bataille de la Montagne-Blanche, près de Prague[15]. Les forces de la Ligue Catholique, sous le commandement de Tilly, sont victorieuses des armées de Bohême et du Palatinat, menées par Frédéric V. Les deux armées comprennent environ 20 000 hommes chacune. En deux heures, tout est terminé et 1 600 hommes restent sur le champ de bataille.
- Sigismond III Vasa prend position aux côtés des Habsbourg lors de la guerre de Trente Ans. Il envoie des mercenaires (Lisowczycy (en)) devant Vienne, assiégée par Frédéric V du Palatinat et le prince de Transylvanie, facilitant la victoire de Tilly à la bataille de la Montagne-Blanche[22].
- 9 novembre : les impériaux entrent dans Prague. La Bohême passe sous la domination directe de l’empereur Ferdinand II qui nomme Charles de Liechtenstein, protestant converti, lieutenant général. Le pays subit une dure répression sur le plan politique et religieux (langue et culture allemande imposée, hérédité de la couronne à la maison d’Autriche). Frédéric V, qui s’est enfui après la bataille, continue la lutte dans son fief du Palatinat[23].
- 16 novembre : les Jésuites prennent entièrement en charge la faculté des lettres et sciences humaines et en partie la faculté de théologie de l'Université Albertina de Fribourg-en-Brisgau[24].

## Naissances en 1620
Naissances en 1620
- 16 février : Frédéric Guillaume Ier de Brandebourg, prince électeur de Brandebourg († 9 mai 1688).
- 17 avril : Marguerite Bourgeoys (sainte), religieuse française qui créa la première école de Montréal († 12 janvier 1700).
- 8 juin : baptême de Louis II Lerambert, peintre et sculpteur français († 15 juin 1670)[25].
- 29 juin : Masaniello, révolutionnaire napolitain († 16 juillet 1647).
- 1er octobre : Nicolaes Berchem, peintre, dessinateur et graveur néerlandais († 18 février 1683).
- 16 octobre : Pierre Puget, sculpteur, dessinateur, peintre et architecte français († 2 décembre 1694).
- 20 octobre] : Albert Cuyp, peintre de paysages, de marines, d'animaux, de natures mortes et portraitiste néerlandais († 15 novembre 1691).
- Date précise inconnue : 
  - Clemente Bocciardo, peintre italien († 1658).
  - Nicolaus Mercator, mathématicien allemand († 14 janvier 1687).
  - Henry Neville, écrivain, satiriste et homme politique anglais († 22 septembre 1694).
  - Goury Nikitine, peintre russe († 1691).
  - Jan Jansz van de Velde III, peintre néerlandais († 10 juillet 1662).
- Vers 1620 :
  - Abraham van Beijeren, peintre néerlandais († 1690).
  - Giovanni Battista Bonacina, peintre baroque italien et graveur († ? ).
  - Michael Mohun, comédien anglais († 1684).
  - Martinus Saagmolen, peintre d'histoire néerlandais († 1er novembre 1669).
  - Hendrik van Schuylenburgh, peintre néerlandais († 1689).
  - Isaac Willaerts, peintre de marine néerlandais († 24 juin 1693).

## Décès en 1620
Décès en 1620

Portrait assis de l'empereur Ming Wanli.

- 5 janvier : Jeong Gu, philosophe néoconfucianiste coréen (° 9 juillet 1543).
- 6 janvier : Matsudaira Shigekatsu, daimyo du début de l'époque d'Edo (° 1549).
- 20 janvier : John Croke, juge et homme politique anglais (° vers 1553).
- 23 janvier : Naoe Kanetsugu, samouraï japonais (° 1560).
- 16 février : Carlo Saraceni, peintre italien (° 1579).
- 19 février :
  - Al-Mansur al-Qasim, chef religieux et politique du Yémen, imam de la communauté des zaïdites (° 13 novembre 1559).
  - Roemer Visscher, négociant et auteur d'épigrammes hollandais (° 1547).
- 1er mars : Thomas Campian, médecin, poète et compositeur anglais (° 12 février 1567).
- 5 mars : Giovanni Francesco Sagredo, mathématicien vénitien (° 15 juin 1571).
- 8 mars : Ottavio Gaetani, prêtre jésuite, historien et érudit italien (° 22 avril 1566).
- 12 mars : Prudencio de Sandoval, historien et ecclésiastique bénédictin espagnol (° 1553).
- 17 mars : Jean Sarkander,  prêtre catholique qui a exercé son ministère à Olomouc (° 20 décembre 1576).
- 22 mars : Nicolas de Briroy, prélat français (° 1526).
- 25 mars : Johannes Nucius, compositeur allemand (° vers 1556).
- 26 mars : Domenico Toschi, cardinal italien (° 11 juin 1535).
- 27 mars : Komatsuhime, femme japonaise de la fin de la période Azuchi Momoyama et du début de l'époque d'Edo (° 1573).
- 30 mars : Antonio Maria Galli, cardinal italien (° 1553).
- 31 mars : Cosimo Bottegari, luthiste et compositeur italien (° 27 septembre 1554).
- 8 avril : Angelo Rocca, humaniste, bibliothécaire et ecclésiaste italien (° 1545).
- 10 avril : Pedro de Valencia, jurisconsulte et humaniste espagnol (° 17 novembre 1555).
- 21 avril : Laurent Bénard, bénédictin français (° 1573).
- 23 avril : Haïm Vital, kabbaliste juif (° 11 octobre 1542).
- 3 mai : Sabatino de Ursis, jésuite italien (° 1575).
- 16 mai : William Adams, navigateur anglais (° 24 septembre 1564).
- ? mai : Jean de Beauchesne, maître écrivain français (° 1538).
- 17 juin : Mikołaj Zebrzydowski, voïvode polonais (° 1553).
- 2 juillet : Michael Piccart, philosophe et philologue allemand (° 29 septembre 1574).
- 13 juillet : Guillaume-Louis de Nassau-Dillenbourg, stathouder de Frise, de Drenthe et de Groningue (° 13 mars 1560).
- 15 juillet : Jean de Bertier, ecclésiastique français (° 1556).
- 2 août :
  - Piotr Kochanowski (pl), poète polonais (° 1566).
  - Charles Luython, compositeur de la cinquième génération de l'école franco-flamande (° 1557).
- 10 août : Guillaume de Nautonier de Castelfranc, pasteur, astronome et géographe français (° 12 décembre 1560).
- 18 août : Ming Wanli, treizième empereur de la dynastie Ming (° 4 septembre 1563).
- 22 août : Giovanni Evangelista Pallotta, cardinal italien (° 1548).
- 24 août : Antoine de Pluvinel, précurseur de l'école classique d'équitation, sous-gouverneur de Louis XIII (° 1552).
- ? août : Giulia Ammannati, mère de Galilée (° 1538).
- 7 septembre : Antoine de Succa, militaire, dessinateur et peintre flamand (° vers 1567).
- 26 septembre : Taichang, empereur de la dynastie Ming de Chine (° 1582).
- 7 octobre : Stanisław Żółkiewski, chef militaire polonais (° 1547).
- 2 novembre : Olivier de Cuilly, religieux dominicain et écrivain français (° 1565).
- 6 novembre : Philippe III de Bade, prince de la maison de Bade, margrave de Bade-Rodemachern (° 15 août 1567).
- 9 novembre : Louise de Coligny, fille de Gaspard II de Coligny et de Charlotte de Laval, quatrième épouse de Guillaume Ier d'Orange-Nassau (° 23 septembre 1555).
- 11 novembre : Isaac Habrecht, horloger suisse (° 23 février 1544).
- 27 novembre : François de Poméranie, Prince-Évêque Luthérien et administrateur de l'évêché de Cammin, puis duc de Poméranie (° 24 mars 1577).
- 6 décembre : Antonio Viviani, peintre italien (° 1560).
- 8 décembre : Bernardino Stefonio, écrivain et jésuite italien (° 8 décembre 1560).
- 9 décembre : Orazio Lancellotti, cardinal italien  (° 8 décembre 1571).
- Date précise inconnue :
  - Salomon Certon, poète français (° 1552).
  - Antonio Circignani, peintre maniériste italien (° 1560).
  - Mohammed Qacim Ferichta, historien persan (° vers 1560).
  - Matthias Hovius, vicaire général de Jean Hauchin et archevêque de Malines (° 1542).
  - Ignace, patriarche de Moscou et de toute la Russie de 1605 à 1606 (° 1540).
  - Lodewijk II Elzévir, libraire et imprimeur hollandais (° 1566).
  - William Keeling, navigateur anglais (° 1578).
  - Li Shida, peintre chinois (° 1550).
  - Richard Percivale, homme politique anglais (° 1550).
  - Juan Rufo, écrivain et militaire espagnol (° 1547).
  - Shō Nei, souverain du royaume de Ryūkyū (° 1564).
  - Simon Stevin, ingénieur, physicien, mécanicien et mathématicien des Pays-Bas espagnols puis des Provinces-Unies (° 1548).
  - Urasoe Chōshi, aristocrate et fonctionnaire du gouvernement du royaume de Ryūkyū (° 1558).
  - Abraham de Vermeil, poète baroque français (° 1555).
  - Joris van Spilbergen, navigateur néerlandais (° 1568).
  - Watanabe Moritsuna, samouraï du clan Watanabe, au service du clan Tokugawa (° 1542).
- Vers 1620 :
  - Johann Wolfgang Aveman, peintre et dessinateur néerlandais (° 1583).
  - Jean Béguin, apothicaire et chimiste français (° vers 1550).
  - Girolamo Belli, compositeur et professeur de musique italien (° 1552).
  - Aurelio Bonelli, compositeur, organiste et peintre italien (° vers 1569).
  - Gabriel de Castilla, explorateur et navigateur espagnol (° vers 1577).
  - Nicolas de Rebbe, écrivain ecclésiastique né à Ath (° 10 octobre 1565).
  - Jean de Renou, médecin français (° 1568).
  - Antonio Serra, philosophe et économiste italien (° vers 1568).
  - Johannes Wierix, graveur et peintre et miniaturiste flamand (° 1549).

- Après 1620 :
  - Giuseppe Agelio, peintre baroque italien (° 1570).
  - Ivan Vichenski, moine orthodoxe philosophe religieux ukrainien (° vers 1550).